# Plan d'aménagement de zone
Le Plan d'Aménagement de Zone (ou PAZ), était un document d'urbanisme français qui pouvait être créé dans les Zones d'aménagement concerté, afin de réglementer les droits d'utilisation des sols lorsque le document d'urbanisme local (Plan d'occupation des sols - POS) était jugé inadapté (ou n'existait pas).
Afin de permettre un meilleur aménagement global de la commune, la Loi relative à la solidarité et au renouvellement urbains (Loi SRU) a supprimé la possibilité de créer des PAZ, et les ZAC créées depuis son entrée en vigueur sont obligatoirement soumises au règlement d'urbanisme local, habituellement le Plan local d'urbanisme (PLU).
Toutefois, les anciens PAZ approuvés continuent à s'appliquer dans le territoire de leurs ZAC, tant qu'ils ne sont pas intégrés à un Plan local d'urbanisme (PLU). Le contenu des PAZ est proche de celui des POS, avec la même organisation en : 
- rapport de présentation,
- document graphique,
- règlement
- annexes, qui comprennent notamment le rappel des servitudes d'utilité publique applicables.

Les permis de construire délivrés devaient être conformes au plan d'aménagement de zone, lorsque la ZAC en était dotée.